# Dwight Yorke
Dwight Eversley Yorke (sinh ngày 3 tháng 11 năm 1971) là một cựu cầu thủ bóng đá người Trinidad và Tobago. Anh bắt đầu khởi nghiệp với Aston Villa, đây cũng là câu lạc bộ anh gắn bó lâu nhất, gần hết sự nghiệp bóng đá của mình. Sau đó anh lần lượt chơi cho Manchester United, Blackburn Rovers, Birmingham City, Sydney FC và Sunderland. Dwight Yorke có biệt hiệu The Smiling Assassin (Sát thủ mặt cười) do anh luôn mỉm cười khi ghi được bàn thắng.
Ở cấp độ quốc tế, Yorke đã đại diện cho Trinidad và Tobago 74 lần trong khoảng thời gian từ năm 1989 đến năm 2009, ghi được 19 bàn thắng. Anh đã giúp quốc gia của mình lọt vào bán kết Cúp Vàng CONCACAF 2000 , nhờ đó mà đội tuyển đã đủ điều kiện tham dự FIFA World Cup lần đầu tiên trong lịch sử vào năm 2006. Sau khi giải nghệ vào năm 2009, Yorke trở thành trợ lý huấn luyện viên của đội tuyển quốc gia Trinidad và Tobago.

## Danh hiệu

### Câu lạc bộ
Aston Villa
- Football League Cup: 1995–96[2]

Manchester United
- Premier League: 1998–99, 1999–2000, 2000–01[3]
- FA Cup: 1998–99[4]
- UEFA Champions League: 1998–99[5]
- Intercontinental Cup: 1999[6]

Sydney FC
- A-League: 2005–06[cần dẫn nguồn]

Sunderland
- Football League Championship: 2006–07[7]

### Quốc tế
- Caribbean Cup: 1989[cần dẫn nguồn]